# Паям Ніязманд
Саєд Паям Ніязманд (перс. سید پیام نیازمند; нар. 6 квітня 1995, Тегеран, Іран) — іранський футболіст, воротар «Сепахана».

## Клубна кар'єра
Футболом розпочав займатися 2012 року в «Пайкані», з 2015 року почав залучатися до першої команди. У «Пайкані» провів три сезони, за цей час зіграв у 30-и матчах. У 2018 році перейшов до «Сепахана». Дебютував у футболці нового клубу 27 липня 2018 року в поєдинку проти «Санат Нафта».
Протягом 940 хвилин поспіль у тримував свої ворота «сухими», не пропустивши жодного голу. Лише Мухамед Нурі закінчив цю «суху» серію на 50-й хвилині поєдинку.

## Кар'єра в збірній
Потрапив до попереднього складу збірної Ірану для поїздки на Кубок Азії 2019 року.

## Клубна статистика
Станом на 1 травня 2018.
| Клуб              | Дивізіон          | Сезон             | Ліга  | Ліга | Кубок Ірану | Кубок Ірану | Азія  | Азія | Загалом | Загалом |
| Клуб              | Дивізіон          | Сезон             | Матчі | Голи | Матчі       | Голи        | Матчі | Голи | Матчі   | Голи    |
| ----------------- | ----------------- | ----------------- | ----- | ---- | ----------- | ----------- | ----- | ---- | ------- | ------- |
| «Пайкан»          | Дивізіон 1        | 2015–16           | 6     | 0    | 0           | 0           | -     | -    | 6       | 0       |
| «Пайкан»          | Про-ліга          | 2016–17           | 1     | 0    | 0           | 0           | -     | -    | 1       | 0       |
| «Пайкан»          | Про-ліга          | 2017–18           | 23    | 0    | 0           | 0           | -     | -    | 23      | 0       |
| «Сепахан»         | Про-ліга          | 2018–19           | 30    | 0    | 4           | 0           | -     | -    | 34      | 0       |
| «Сепахан»         | Про-ліга          | 2019–20           | 19    | 0    | 2           | 0           | 1     | 0    | 22      | 0       |
| Усього за кар'єру | Усього за кар'єру | Усього за кар'єру | 79    | 0    | 6           | 0           | 1     | 0    | 86      | 0       |

## Досягнення
- Володар Кубка Ірану (1):

«Сепаган»: 2023-24
- Володар Суперкубка Ірану (1):

«Сепаган»: 2024